# 聖女的救贖
《聖女的救贖》，簡體中文版依日文原名的漢字譯作《聖女的救濟》，是日本作家東野圭吾的長篇推理小說，也是「伽利略系列」的第五本小說。2006年開始在文藝雜誌《ALL读物》連載，2008年10月於文藝春秋和《伽利略的苦惱》同時發行單行本，2012年4月發行文春文庫版。於2012年本書被翻譯成英文版本《Salvation of a Saint》，之後陸續有不同語言翻譯的版本。

## 故事簡介
真柴義孝以妻子綾音不能生孩子為由向她提出離婚，綾音因而對義孝暗下殺心。
幾天之後，義孝中毒死於自宅。遺體由綾音所開辦之拼布教室的講師若山宏美發現。他死前所喝的咖啡裡被下了劇毒砒霜。擔任搜查工作的草薙刑警對死者的遺孀綾音情愫暗生，而小薰刑警則另因一些細節而開始對綾音產生懷疑，因此兩人在此看法上產生矛盾。綾音在案發當日返回了北海道的老家而有完美的不在場證明，警方轉而懷疑宏美，但卻又有許多說不通的地方。
為了解開毒殺義孝的手法，小薰終向湯川再次求助。雖然湯川答允協助，但對於自己建立的假設也苦無決定性的證據，為解開下毒手法陷入苦戰。然而湯川最終得出了「結論」，向小薰下達建議。小薰依其指示進行調查而得出的結果卻反令湯川大吃一驚。
堅持真兇另有其人的草薙轉而清查被害者生前的男女關係，亦有斬獲。在薰協力追索之下找出砒霜可能的來源，但證據早已湮滅。
湯川全盤綜合各方線索，得出的答案是一個「虛數解」，即理論上可行，但在現實中卻不可能實行的奇妙答案，亦自認無法找出堅實證據以支持自身說法。然而，這個被湯川稱為不可能實現，而確已達成的伽利略史上最難解的完全犯罪，最終因草薙的一往情深而於無意間取得關鍵證據。實現完美犯罪的魔女，即是自我救贖愛情與友情的聖女。而足以化理論為實際的巧妙心計，對於情愛的流轉終究無能為力。

## 登場人物
關於湯川學、草薙俊平、內海薰等人物請參看「伽利略系列－登場人物」。
真柴 綾音（Mashiba Ayane）
著名的拼布藝術家，開辦了一家拼布教室。是個對丈夫體貼入微的賢妻，心胸廣闊，得知丈夫和自己的助手有婚外情時也沒有動怒。負責調查案件的草薙，也因她的美貌而對她一見鍾情。
真柴 義孝（Mashiba Yoshitaka）
IT公司的社長，綾音的丈夫。有著「妻子只有生孩子才有意義」的偏執價值觀。瞞著妻子和她的拼布教室講師若山宏美有婚外情。對綾音提出離婚的第二天就在家裡被毒死。
若山 宏美（Wakayama Hiromi）
綾音開辦的拼布教室的講師，也是綾音的助手。和義孝有婚外情，並懷上了他的孩子。
豬飼 達彥（Ikai Tatsuhiko）
律師。真柴義孝的老朋友，是義孝公司的顧問律師，並參與經營。案發前一晚在真柴家參加了家庭聚會。
豬飼 由希子（Ikai Yukiko）
豬飼達彥的妻子。兩個月前生了第一個孩子。
津久井 潤子（Tsukui Junko）
義孝在與綾音認識前交往的女子。是個繪本的作家，兩年前自殺身亡。

## 出版書籍
| 出版社                    | 出版日期       | 格式   | 頁數  | ISBN                   | 譯者            |
| ------------------------- | -------------- | ------ | ----- | ---------------------- | --------------- |
| 文藝春秋                  | 2008年10月23日 | 單行本 | 384頁 | ISBN 978-4-16-327610-6 | 不適用          |
| 當代世界出版社            | 2009年5月1日   | 精裝書 | 399頁 | ISBN 978-750-900512-5  | 原斌            |
| 朝鮮 (地區)               | 2009年12月28日 | 平裝書 | 464頁 | ISBN 978-899-098236-0  |                 |
| 獨步文化                  | 2010年1月8日   | 平裝書 | 360頁 | ISBN 978-986-656-244-0 | 葉韋利          |
| JBOOK                     | 2010年3月      | 平裝書 | 260頁 | ISBN 978-616-100041-7  |                 |
| 當代世界出版社            | 2010年7月1日   | 平裝書 | 252頁 | ISBN 978-750-900632-0  | 原斌            |
| 文藝春秋                  | 2012年4月10日  | 文庫本 | 432頁 | ISBN 978-4-16-711014-7 | 不適用          |
| Little, Brown and Company | 2012年10月1日  | 平裝書 | 377頁 | ISBN 978-1-40-870419-6 | Alexander Smith |
| St. Martin's Press        | 2012年10月2日  | 精裝書 | 336頁 | ISBN 978-031-260068-6  | Alexander Smith |
| Gale (publisher)          | 2013年1月23日  | 精裝書 | 471頁 | ISBN 978-1-41-045484-3 | Alexander Smith |
| Ediciones B               | 2013年1月30日  | 平裝書 | 330頁 | ISBN 978-846-665276-6  |                 |
| Actes Sud                 | 2013年4月27日  | 平裝書 | 256頁 | ISBN 978-233-000613-6  |                 |
| Giunti Editore            | 2013年9月25日  | 精裝書 | 336頁 | ISBN 978-880-978162-7  |                 |
| Ursula Gräfe              | 2014月2月21日  | 精裝書 | 316頁 | ISBN 978-360-898012-7  |                 |
| De Geus (uitgeverij)      | 2013年5月28日  | 精裝書 | 316頁 | ISBN 978-904-452604-2  |                 |
| 接力出版社                | 2014年6月15日  | 平裝書 | 290頁 | ISBN 978-754-483396-7  | 原斌            |

## 書籍評價
- 2008年 「週刊文春推理小說Best 10（日语：週刊文春ミステリーベスト10#2008年）」　第5名
- 2008年 「本格推理小說 Best 10」　第4名
- 2010年 「這本懸疑小說我想讀！（日语：ミステリが読みたい!）」　第12名[1]

## 作品相關
- 在作品中，湯川有介紹到法國物理學家布朗洛的所犯下的關於「N射線」的錯誤[2]。
- 本作中有一處場景描寫內海薰在搭乘電車時用iPod聽福山雅治的專輯。（本系列電視劇版「神探伽利略」中湯川學扮演者）
- 《聖女的救贖》常被宣傳為《嫌疑犯X的獻身》續集，因為兩本書是「伽利略系列」前後出版的書籍。而實際上此兩本小說並沒有關聯性，是完全獨立的兩本小說。

## 電視劇
本作改編的電視劇收錄在「破案天才伽利略2013」最終章。富士電視台2013年9月7日播出前篇；2013年9月14日播出後篇。關於《聖女的救贖》電視劇詳細相關請看「破案天才伽利略2013－聖女的救贖」。另外主角人物“真柴義孝”在電視劇裡改名為“真柴義之”；“若山宏美”改“若山晴美”，電視劇的人物背景設定也與小說改編了許多。

### 主演
- 真柴 綾音（Mashiba Ayane） - 天海祐希
- 真柴 義孝（Mashiba Yoshiyuki） - 堀部圭亮（日语：堀部圭亮）
- 若山 晴美（Wakayama Harumi） - 山口紗彌加

## 外部連結
- （日語）
- （简体中文）譯林出版社：聖女的救贖